# Piece (województwo śląskie)
Piece (niem. Pietze, daw. Piecy)– wieś w Polsce położona w województwie śląskim, w powiecie rybnickim, w gminie Gaszowice. We wsi działa szkoła podstawowa.
W latach 1975–1998 miejscowość położona była w województwie katowickim.

## Nazwa
Według niemieckiego językoznawcy Heinricha Adamy’ego nazwa miejscowości pochodzi od polskiej nazwy "pieca" i wiąże ją z miejscem produkcji smoły. W swoim dziele o nazwach miejscowych na Śląsku wydanym w 1888 roku we Wrocławiu wymienia on jako najstarszą zanotowaną nazwę miejscowości Piecy podając jej znaczenie "Teersiederei" czyli po polsku "miejsce warzenia smoły".
Alternatywnie, nazwa miejscowości wzięła się stąd, że w okolicy Pszowa wydobywano kamień wapienny, który był wypalany na terenie dzisiejszych Piec.

## Zabytki
We wsi znajdują się następujące zabytki:
- szkoła podstawowa im. Ziemi Śląskiej,
- szyb kopalni „Cila”,
- kaplica św. Jana Nepomucena i MB Różańcowej.